# Gedly Tugi
Gedly Tugi, född 11 september 2001 i Karksi-Nuia, är en estländsk spjutkastare. Tugi har tre medaljer från europeiska juniormästerskap. Hon kastade över 60 meter för första gången i en tävling i Pärnu den 2 juli 2023 då hon nådde 60,65 meter. Tugi tränas av Magnus Kirt.